# Gość (film 1979)
Gość (tyt. oryg. Mysafiri) – albański film fabularny z roku 1979 w reżyserii Hysena Hakaniego, na motywach opowiadania Ne kerkim te nates.

## Opis fabuły
Opowieść o agencie Sigurimi, który przenika w struktury organizacji szpiegowskiej działającej na terenie Albanii. Zdobywa tą drogą informacje dotyczące inżyniera Fationa Papy, prowadzącego działalność agenturalną. Celem działalności Papy było gromadzenie informacji (za pośrednictwem sekretarki Agathy) na temat obecności rzadkich minerałów na terytorium Albanii.
Film realizowano w Durrës.

## Obsada
- Esma Agolli jako Agatha
- Xhelal Tafaj jako inż. Fation Papa
- Thimi Filipi jako Akrep
- Stavri Shkurti jako agent Sigurimi
- Ndrek Luca jako Gjergji
- Lazër Vlashi jako agent obcego wywiadu
- Spiro Urumi jako Dago
- Pandi Siku jako kierowca
- Petraq Xhillari jako kierowca
- Liri Lushi jako żona Fationa
- Frederik Fistani jako Arben
- Dhurata Seja jako Liljana
- Lec Vuksani jako Bilo
- Zhani Ziçishti jako Sadik Bezhora
- Xhafer Xhafa